# بزرگراه تبریز-باکو
بزرگراه تبریز-باکو بزرگراهی مشترک بین ایران و جمهوری آذربایجان است که از شهر تبریز مرکز استان آذربایجان شرقی آغاز گردیده و پس از گذر از شهرهای اهر،هوراند، کلیبر،آبش احمد، گرمی و بیله‌سوار وارد خاک جمهوری آذربایجان شده و به شهر باکو منتهی خواهد شد. با احداث این بزرگراه، ایران به منطقهٔ قفقاز و روسیه متصل خواهد شد.